# Otto Walzhofer
Otto Walzhofer (21 giugno 1926 – 22 settembre 2000) è stato un calciatore e allenatore di calcio austriaco, di ruolo attaccante.

## Carriera

### Club
Ha giocato per tutta la carriera nel campionato austriaco.

### Nazionale
Ha collezionato 13 presenze con la maglia della Nazionale.

## Palmarès
- Campionato austriaco: 1

First Vienna: 1954-1955